# Роджер Желязни
Ро́джер Джо́зеф Желя́зни (англ. Roger Joseph Zelazny; в деяких перекладах також Зелазні, Зілазні; 13 травня 1937, Клівленд, штат Огайо, США — 14 червня 1995, Санта-Фе, штат Нью-Мексико, США) — американський письменник-фантаст, лідер руху Нової хвилі в науковій фантастиці, в якій фантасти перенесли увагу з роботів та космічних кораблів на людину і її внутрішній світ.

## Біографічні відомості
Роджер Джозеф Желязни народився 13 травня 1937 року в Клівленді, у родині поляка Йозефа Желязни та ірландки Жозефіни Флори Світ-Желязни (Żelazny з польської буквально перекладається як «залізний»).
У 1955 він закінчив середню школу й вступив на відділення психології Клівлендського Західного університету (Western Reserve University). Пізніше змінив спеціальність і перейшов на відділення англійської словесності. У 1959 році склав бакалаврські іспити й продовжив навчання в Колумбійському університеті (штат Нью-Йорк). У 1962 році Желязни повернувся в Клівленд і захистив дисертацію про англійську драму часів королеви Єлизавети.
У роки навчання Желязни займався дзюдо і східними єдиноборствами, писав і видавав вірші, писав, але не видавав фантастичні оповідання, учився грати в шахи, вивчав хінді і японську мову, захопився медитацією і містикою. Згодом все це можна було знайти в його книгах.
Наприкінці 1960 року Желязни вступив у ряди Національної гвардії, шість місяців служив у Техасі. З 1963 по 1966 рік був резервістом армії США. Деякий час входив до складу бойового розрахунку ракет Ніка, а останні роки служби провів у підрозділі психологічної війни, відкіля і був з пошаною звільнений в запас.
У 1964 році одружився з Шарон Стіберл (після того, як обоє потрапили в серйозну автомобільну катастрофу) і розлучився в 1966 році.
Після Національної гвардії Желязни працював у системі соціального страхування. У 1965 році його перевели на службу в Балтімор, штат Меріленд. Паралельно, з 1967 по 1968 рік, він був секретарем-скарбником Асоціації письменників-фантастів. У Балтіморі письменник знайомиться з Джуді Келлахан, а 20 серпня 1966 року вони одружилися.
У 1969 році Желязни покинув свою основну роботу і зайнявся написанням книг.
У 1971 році у Роджера народився син Девін. А в 1975 році письменник з родиною переїхав у Санта-Фе — столицю штату Нью-Мексико. У 1976 році народився другий син — Джонатан Трент. А в 1979 році — дочка Шенон. Відомо, що Роджер Желязни перед смертю розлучився з дружиною і деякий час жив з Джейн Ліндскольд, з якою написав кілька романів.
Роджер Желязни помер 14 червня 1995 року в лікарні Сент-Вісент від ниркової недостатності, причиною якої був колоректальний рак.

## Творчість
Вже в десять років Роджер писав казки.
У 1962 році журнал «Amazing Stories» опублікував перше оповідання Желязни — «Гра пристрастей».
За перші сім років своєї письменницької діяльності фантаст отримав дві премії Х'юго і дві — Небюла.
Деякі свої книги видавав під псевдонімом Геррісон Денмарк.
Усього було видано понад 150 оповідань і 50 книг Роджера Желязни. На думку багатьох критиків, найкращі книги Желязни — «Ніч у самотньому жовтні», «Бог Світла» та серія «Хроніки Амбера»[джерело?].
Роджер Желязни — лідер руху нової хвилі в науковій фантастиці, де фантасти перенесли увагу від роботів і космічних кораблів до людини і її внутрішнього світу.
Всього Желязни одержав 6 премій Х'юго, 3 премії Небюла та інші нагороди.

## Нагороди й премії
- 1965 Премія Небюла // Повість (Novella) Майстер снів / The dream master (1966)
- 1965 Премія Небюла // Коротка повість (Novellette) Двері Обличчя Його, Полум'я Пащі Його / The doors of his face, the lamps of his mouth (1971)
- 1966 Премія Х'юго // Роман (Novel) Цей безсмертний / This immortal (1966)
- 1968 Премія Х'юго // Роман (Novel) Бог світла / Lord of light (1967)
- 1975 Премія Небюла // Повість (Novella) Повернення ката / Home is the hangman (1975)
- 1976 Премія Х'юго // Повість (Novella) Повернення ката / Home is the hangman (1975)
- 1982 Премія Х'юго // Коротка повість (Novellette) Варіант Єдинорога / Unicorn Variations (1983)
- 1983 Премія Локус // Авторська збірка (Collection) Варіант Єдинорога / Unicorn Variations (1983)
- 1985 Премія Локус // Роман фентезі (Fantasy Novel) Карти Долі / Trumps of Doom (1985)
- 1986 Премія Х'юго // Повість (Novella) 24 види гори Фудзі кисті Хокусая / 24 views of mt. Fuji, by Hokusai (1985)
- 1987 Премія Х'юго // Коротка повість (Novellette) Вічна мерзлота / Permafrost (1986)
- Apollo Award 1972
- Balrog Award 1980, 1984.

## Переклади українською
- Желязни, Роджер (1994). Бог Світла. Переклад з англ.: Лариса Маєвська. Київ: Журнал «Всесвіт» № 3, 4 (1994). сс. 3-95 (№ 3) cc. 62-136 (№ 4). {{cite book}}: |сторінка= має зайвий текст (довідка)
- Желязни, Роджер (2018). Ніч у самотньому жовтні. Переклад з англ.: Денис Дьомін. Тернопіль: НК-Богдан. 160 стор. ISBN 978-966-10-5717-2.
- Желязни, Роджер (2019). Володар Світла. Переклад з англ.: Денис Дьомін. Харків: КСД. 320 стор. ISBN 978-617-12-4524-2.
- Желязни, Роджер (2020). Джек Тіньовий. Переклад з англ.: Денис Дьомін. Тернопіль: НК-Богдан. 144 стор. ISBN 978-966-10-6092-9.
- Желязни, Роджер (2021). Проклін-зона. Переклад з англ.: Денис Дьомін. Тернопіль: НК-Богдан. 128 стор. ISBN 978-966-10-6544-3.
- Желязни, Роджер (2022). Цей безсмертний. Переклад з англ.: Денис Дьомін. Тернопіль: НК-Богдан. 160 стор. ISBN 978-966-10-6832-1.

Серія «Хроніки Амбера»
- Желязни, Роджер (2015). Хроніки Амбера у 10 кн. Кн. 1: Дев'ять принців Амбера. Переклад з англ.: Анатолі Саган. Тернопіль: НК-Богдан. 280 стор. ISBN 978-966-10-4280-2. (Серія «Горизонти фантастики»)
- Желязни, Роджер (2015). Хроніки Амбера у 10 кн. Кн. 2: Рушниці Авалону. Переклад з англ.: Анатолі Саган. Тернопіль: НК-Богдан. 304 стор. ISBN 978-966-10-4281-9. (Серія «Горизонти фантастики»)
- Желязни, Роджер (2016). Хроніки Амбера у 10 кн. Кн. 3: Знак Єдинорога. Переклад з англ.: Анатолій Пітик та Катерина Грицайчук. Тернопіль: НК-Богдан. 240 стор. ISBN 978-966-10-4649-7. (Серія «Горизонти фантастики»)[14]
- Желязни, Роджер (2016). Хроніки Амбера у 10 кн. Кн. 4: Рука Оберона. Переклад з англ.: Анатолій Пітик та Катерина Грицайчук. Тернопіль: НК-Богдан. 240 стор. ISBN 978-966-10-4650-3. (Серія «Горизонти фантастики»)[15]
- Желязни, Роджер (2017). Хроніки Амбера у 10 кн. Кн. 5: Двори Хаосу. Переклад з англ.: Анатолій Пітик та Катерина Грицайчук. Тернопіль: НК-Богдан. 176 стор. ISBN 978-966-10-4952-8. (Серія «Горизонти фантастики»)
- Желязни, Роджер (2017). Хроніки Амбера у 10 кн. Кн. 6: Козирі долі. Переклад з англ.: Анатолій Пітик та Катерина Грицайчук. Тернопіль: НК-Богдан. 224 стор. ISBN 978-966-10-5091-3. (Серія «Горизонти фантастики»)
- Желязни, Роджер (2018). Хроніки Амбера у 10 кн. Кн. 7: Кров Амбера. Переклад з англ.: Галина Михайловська. Тернопіль: НК-Богдан. 272 стор. ISBN 978-966-10-5753-0. (Серія «Горизонти фантастики»)
- Желязни, Роджер (2019). Хроніки Амбера у 10 кн. Кн. 8. Знак Хаосу. Переклад з англ.: Галина Михайловська. Тернопіль: НК-Богдан. 264 стор. ISBN 978-966-10-5819-3. (Серія «Горизонти фантастики»)
- Желязни, Роджер (2019). Хроніки Амбера у 10 кн. Кн. 9. Лицар Тіней. Переклад з англ.: Галина Михайловська. Тернопіль: НК-Богдан. 272 стор. ISBN 978-966-10-5883-4. (Серія «Горизонти фантастики»)
- Желязни, Роджер (2019). Хроніки Амбера у 10 кн. Кн. 10. Принц Хаосу. Переклад з англ.: Галина Михайловська. Тернопіль: НК-Богдан. 280 стор. ISBN 978-966-10-5902-2. (Серія «Горизонти фантастики»)

Також у 2010 році було зроблено любительський переклад повісті Двері Обличчя Його, Полум'я Пащі Його. перекладачем Богданом Стасюком 2010.